# کاسوا
کاسوا، روستایی در بخش قاهان ، استان قم ایران است.
این روستا دارای جمعیتی اندک و تشکیل شده از افراد پیر و نسبتاً پیر اما با دلهایی جوان و دریایی میباشد.
روستای کاسوا در بخش قاهان استان قم واقع گردیده و دارای آب و هوای معتدل کوهستانی می‌باشد.این روستا دارای دو محله هست،یک محله ی بالا و یک محله ی پایین.
اهالی این روستا به زبان سلیس فارسی صحبت میکنند، عمده محصولات کشاورزی آن گندم و خشکبار نظیر توت و بادام و برگه زردآلو میباشد که این محصولات به کشورهای حاشیه خلیج‌فارس صادر میشود.
این روستا مکانی سرسبز و خوش آب و هوا و دارای باغات فراوانی است که چشم هر بیننده ای را خیره میکند.
شغل مردم آن کشاورزی و دامپروری است و افراد بسیاری از اهالی این روستا به تهران مهاجرت کرده اند. برپایی مراسم آیینی تعزیه خوانی از مهم‌ترین هنرهای اهالی این روستا بوده و همه ساله در مناسبتهای مذهبی، مخصوصا” ایام محرم، به شکل باشکوهی برگزار می‌شود.

## جمعیت
براساس سرشماری مرکز آمار ایران در سال ۱۳۹۰، جمعیت آن ۱۳۷ نفر (۶۶خانوار) بوده‌است.
براساس سرشماری مرکز آمار ایران در سال 1395 جمعیت این روستا 111 نفر (46 خانوار) بوده است.
1. «: کمیته تخصصی نام نگاری و یکسان‌سازی نام‌های جغرافیایی ایران :». بایگانی‌شده از اصلی در ۲۹ اوت ۲۰۱۱. دریافت‌شده در ۱۹ ژوئیه ۲۰۱۱.
2. ↑  http://www.amar.org.ir/Portals/0/sarshomari90/Files/ABADY-90/os25.xls